# 四ツ橋駅
四ツ橋駅（よつばしえき）は、大阪府大阪市西区北堀江一丁目にある、大阪市高速電気軌道 (Osaka Metro) 四つ橋線の駅。
心斎橋駅とは改札内でつながっており、同一の駅として扱われる。当・四ツ橋駅側でも、入口では長堀鶴見緑地線心斎橋駅の表示がある。

## 駅名の由来
四ツ橋は、当駅東すぐの地点が西横堀川と長堀川の交点で、西横堀川に上繋橋と下繋橋、長堀川に炭屋橋と吉野屋橋の四つの橋が架かっていたことに由来する。
近年壁面改良工事が行われ、そこには駅名の由来となった四つの橋をイメージした絵が描かれるようになった。
線名の四「つ」橋と駅名の四「ツ」橋とでは「つ」の文字がひらがなとカタカナの違いがある。これは路線名が通過する街路の名前（四つ橋筋）に由来するのに対し、駅は地名を採用した結果である。さらに、街路名と地名（駅名）で表記が異なるようになった起源は、道路を管理していた市の土木局（当時）と交通事業（市電に四ツ橋の電停があった）を管理していた電気局（当時）が監督官庁に別の表記で届け出たことにあるといわれている。

## 歴史
- 1965年（昭和40年）10月1日：3号線（現在の四つ橋線）の大国町 - 西梅田間延伸時に開業。
- 1996年（平成8年）12月11日：長堀鶴見緑地線（旧・鶴見緑地線）京橋 - 心斎橋間が延伸[1]。同時に、当駅は長堀鶴見緑地線・御堂筋線の心斎橋駅と直結し、乗換駅となる[1]。
- 2018年（平成30年）4月1日：大阪市交通局の民営化により、所属事業者・管轄が大阪市高速電気軌道（Osaka Metro）に変更。
- 2025年（令和7年） 7月23日：ホームの発車標が液晶型に更新。

## 利用可能な鉄道路線
- 四つ橋線 - 駅番号はY14

また、以下の路線とも改札内で乗り換えが可能である。長堀鶴見緑地線が開業するまでは、御堂筋線との乗り換え業務を行っていなかった。
- 御堂筋線（心斎橋駅） - 駅番号はM19
- 長堀鶴見緑地線（心斎橋駅） - 駅番号はN15

四つ橋線から御堂筋線への乗り換えは、長堀鶴見緑地線のホームを通る必要があり、当駅と御堂筋線の心斎橋駅とは大きく離れている。また、当駅と心斎橋駅の間に中間改札はなく、西梅田寄りの改札口は両駅の完全共用であり、事実上同一の駅とみなすことができる（心斎橋駅の改札口の一部も同様）。同じように新線開業によって同一改札内となった信濃橋駅→本町駅や難波元町駅→なんば（難波）駅のように駅名を心斎橋駅に統一することも検討されたが、当時既に開業後30年以上が経過し四ツ橋という駅名が定着していることや、四つ橋線の由来になった駅名を消せないとして、そのまま別名にした。
なお、四つ橋線と御堂筋線の乗り換えは大国町駅で対面乗換となっており、そちらの方が利便性が高い。

## 駅構造

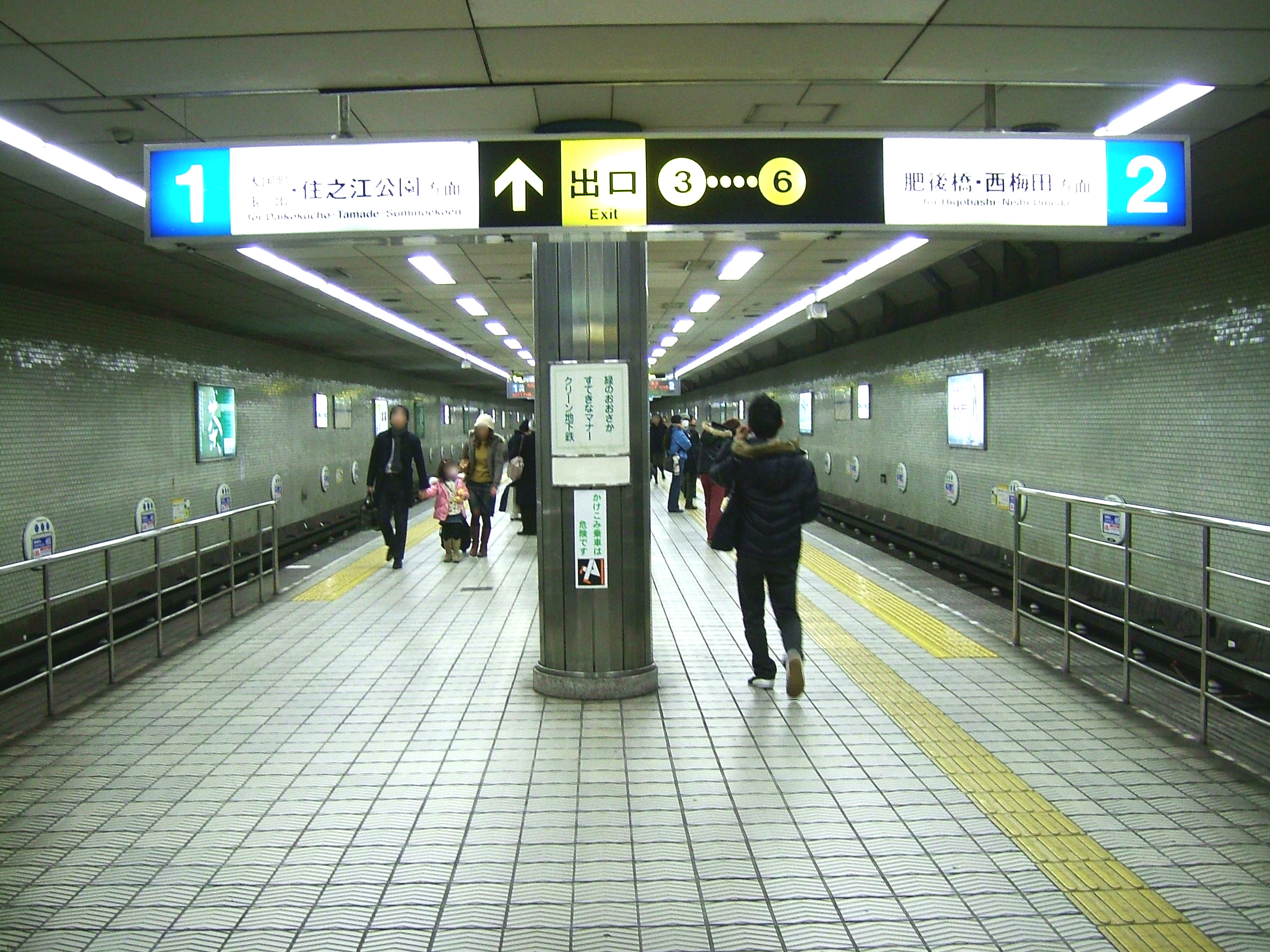
プラットホーム（2008年1月、改装前）
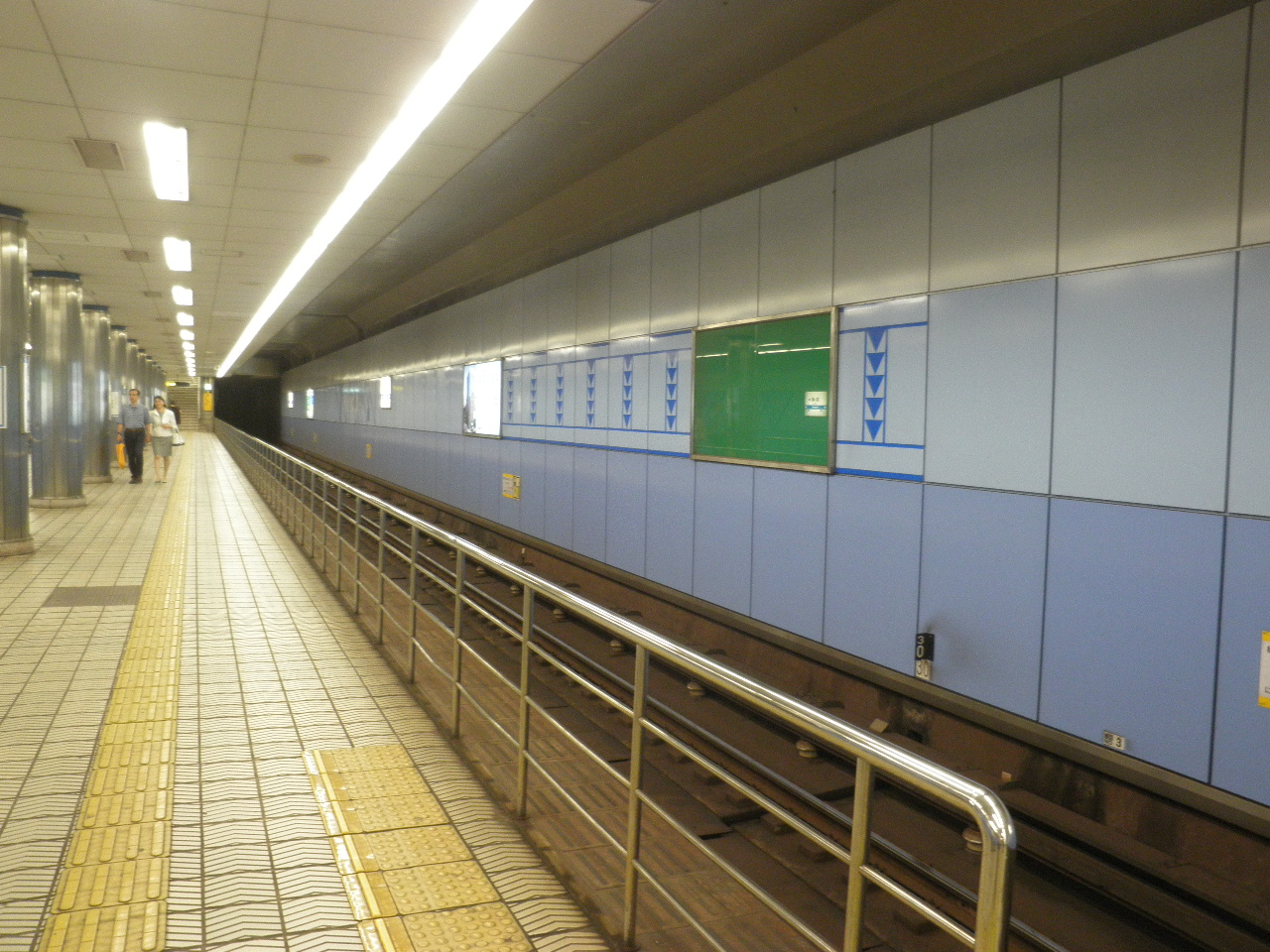
改装後のプラットホーム（2015年9月）
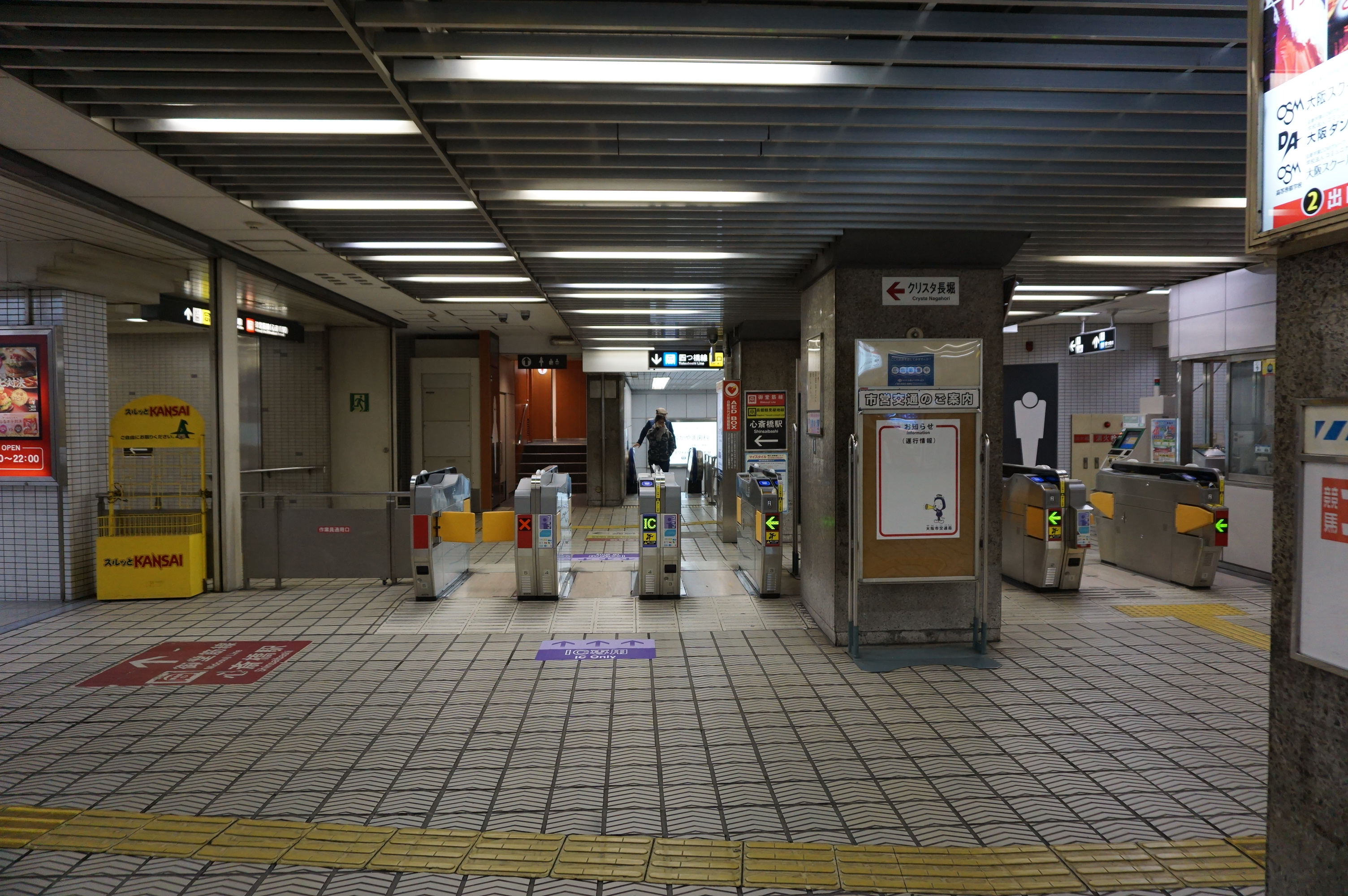
北改札口（2018年2月）
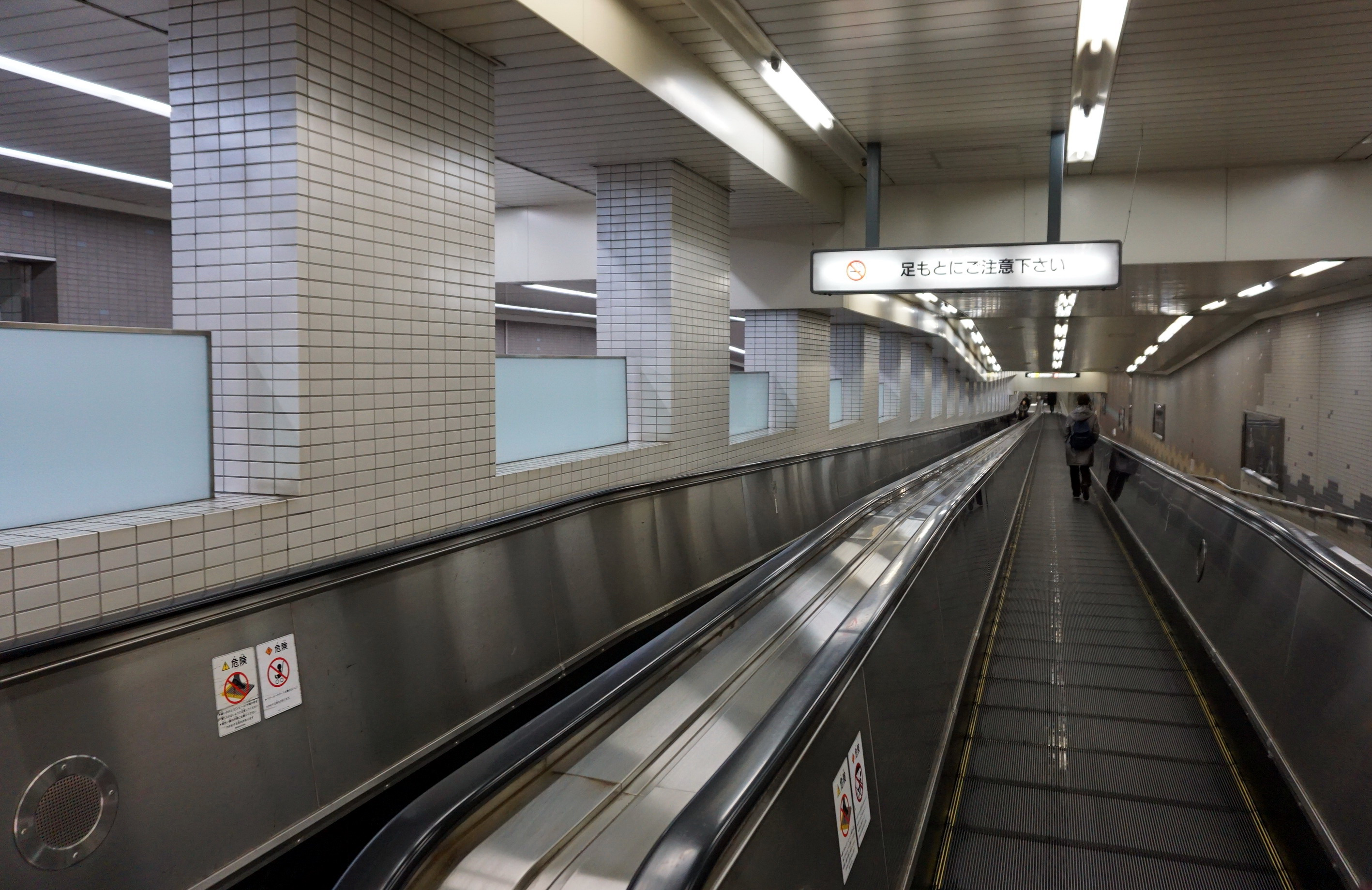
長堀鶴見緑地線心斎橋駅との間にある動く歩道（2018年2月）

島式1面2線ホームの地下駅である。ホーム壁面には、四つ橋線のラインカラーの青に、オリックス劇場の最寄り駅であることから、音符が連続しているのが特徴である。当駅の西梅田寄りから長堀鶴見緑地線心斎橋駅の大正寄りに通じている。
当駅は、大国町管区駅に所属し、駅長が配置され、当駅と本町駅を管轄している。

### のりば
| 番線 | 路線     | 行先                   |
| ---- | -------- | ---------------------- |
| 1    | 四つ橋線 | 大国町・住之江公園方面 |
| 2    | 四つ橋線 | 肥後橋・西梅田方面     |

### トイレ
トイレは北・南改札内と中改札外にある。

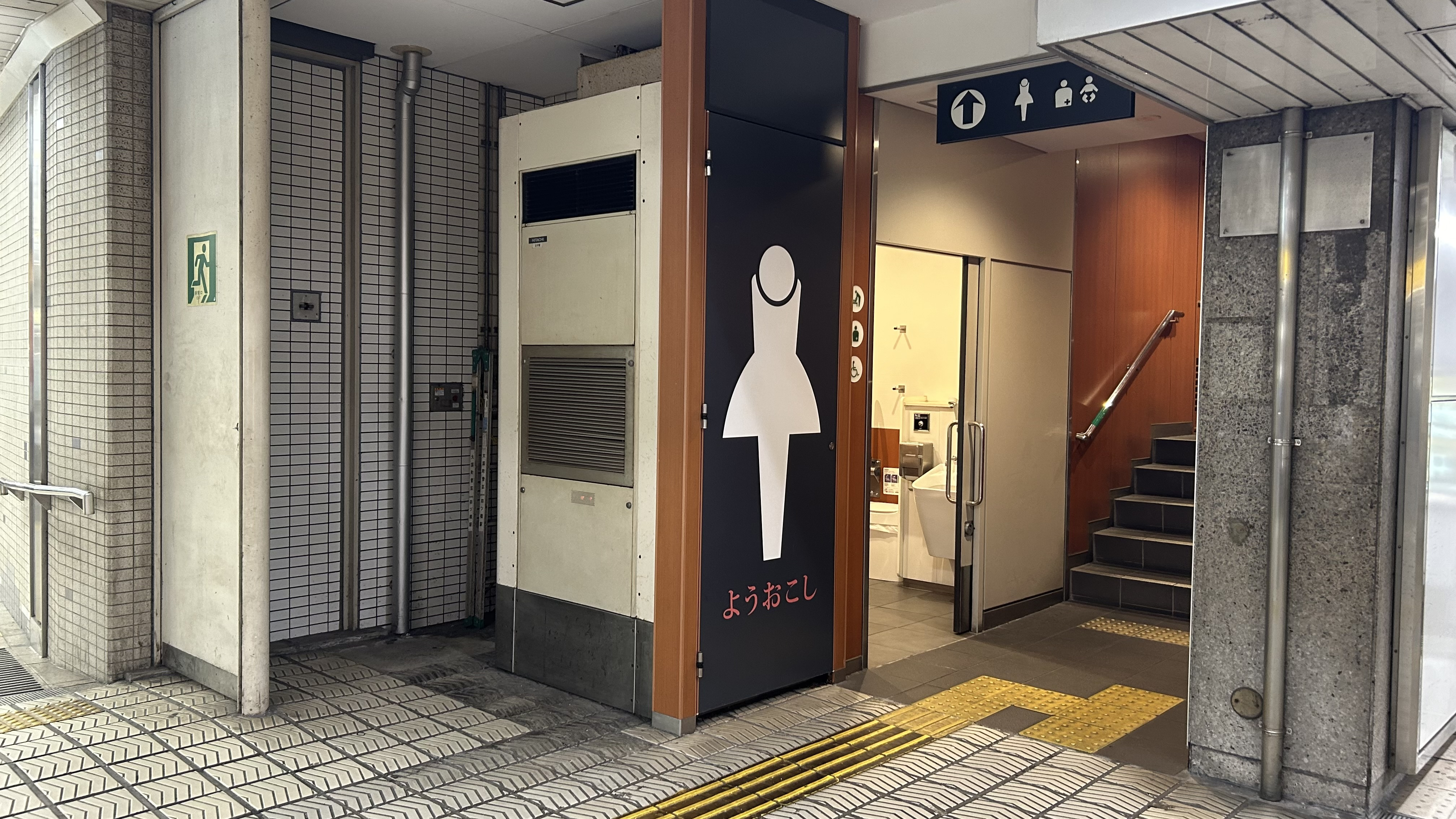
北改札内トイレ
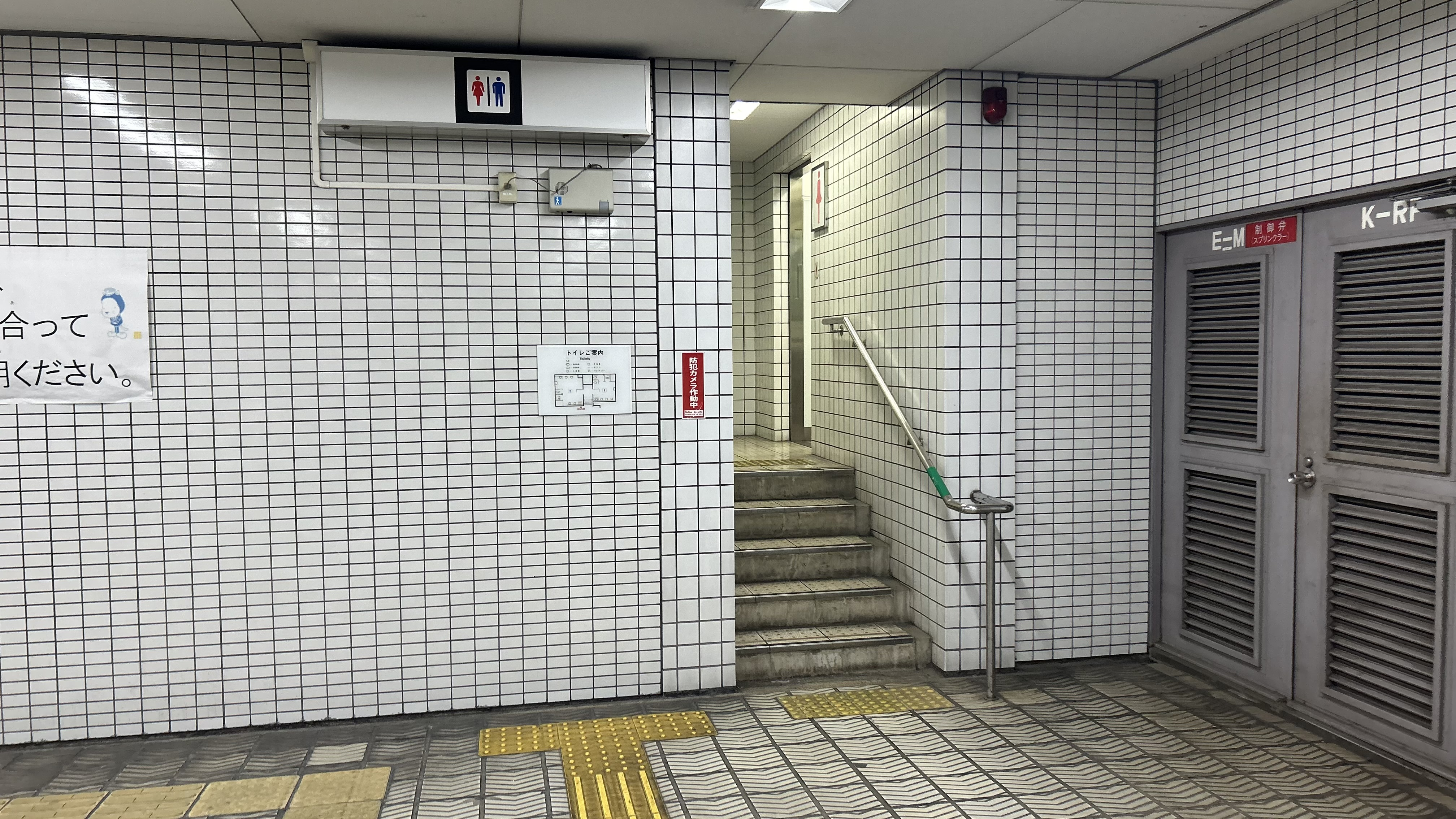
中改札外トイレ
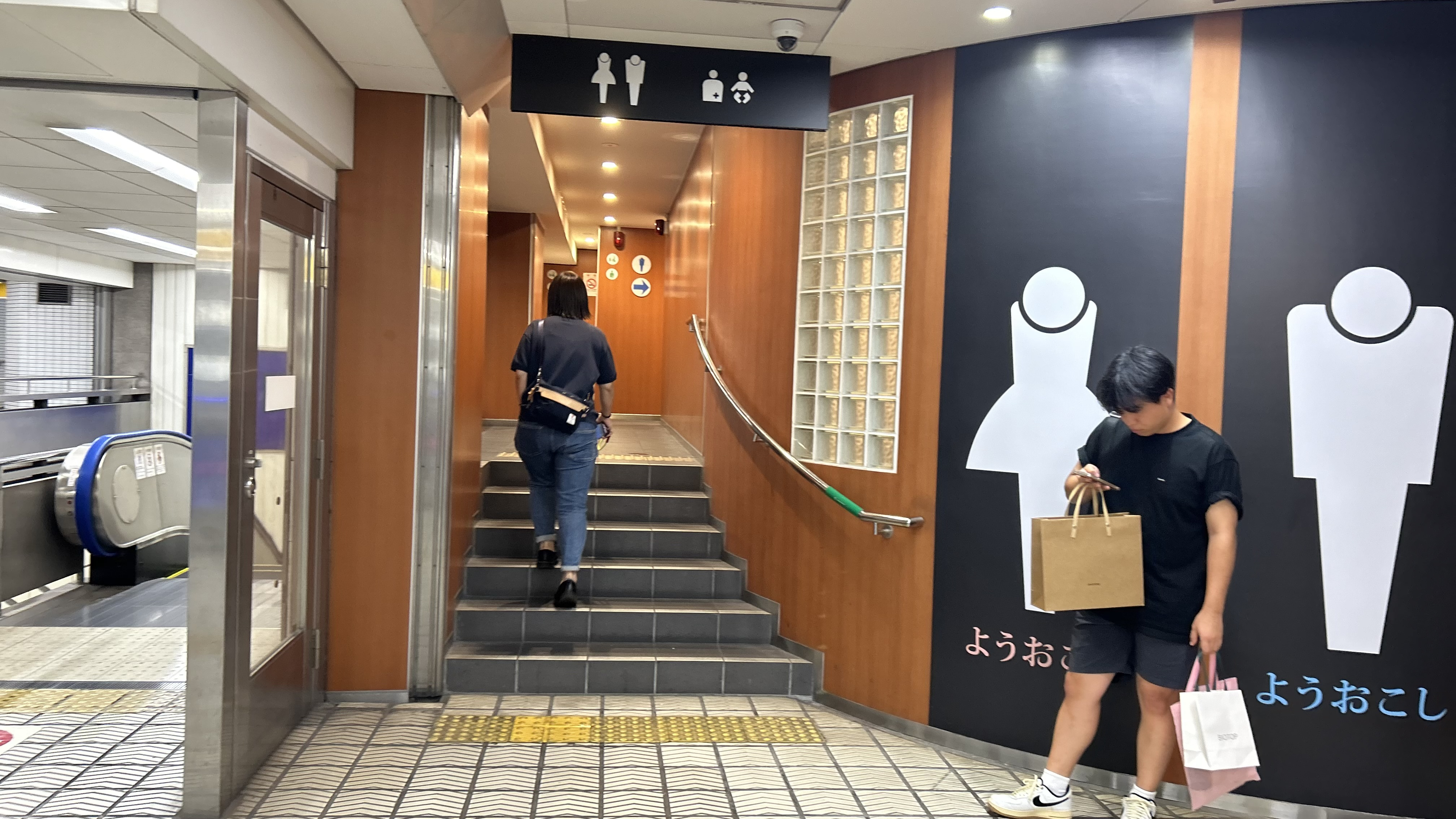
南改札内トイレ

### 出口
| 出口番号 | 出口周辺                                  | 接続改札 | 備考                        |
| -------- | ----------------------------------------- | -------- | --------------------------- |
| 1A       | ホワイトドームプラザ連絡通路              | 北改札   | 初電-24:15まで              |
| 1B       | クリスタ長堀連絡通路                      | 北改札   | 初電-24:15まで              |
| 2        | 四ツ橋ビル連絡通路                        | 北改札   |                             |
| 3        | 四つ橋MT長谷ビル連絡通路                  | 中改札   | エレベーターあり            |
| 4        | シティバスのりば                          | 中改札   |                             |
| 5        | アメリカ村・大阪西労働基準監督署 北堀ビル | 南改札   |                             |
| 6        | シティバスのりば                          | 南改札   |                             |
| EV       | 長堀バス駐車場                            |          | エレベーターのみ 5:05-23:55 |

## 利用状況
1998年11月10日の1日乗降人員は36,919人（乗車人員：16,788人、降車人員：20,131人）である。なお、2007年度以降の統計では、心斎橋駅と同一駅として扱われている。
各年度の特定日における利用状況は下表のとおりである。なお1969・1995年度の記録については、それぞれ1970・1996年に行われた調査である（会計年度上、表中に記載の年度となる）。
| 年度               | 調査日   | 乗車人員 | 降車人員 | 乗降人員 | 出典          |
| ------------------ | -------- | -------- | -------- | -------- | ------------- |
| 1966年（昭和41年） | 11月08日 | 8,754    | 9,851    | 18,605   | [ 大阪府 1 ]  |
| 1967年（昭和42年） | 11月14日 | 10,620   | 11,706   | 22,326   | [ 大阪府 2 ]  |
| 1968年（昭和43年） | 11月12日 | 12,830   | 12,948   | 25,778   | [ 大阪府 3 ]  |
| 1969年（昭和44年） | 01月27日 | 12,194   | 14,537   | 26,731   | [ 大阪府 4 ]  |
| 1970年（昭和45年） | 11月06日 | 12,813   | 15,300   | 28,113   | [ 大阪府 5 ]  |
| 1972年（昭和47年） | 11月14日 | 13,437   | 15,690   | 29,127   | [ 大阪府 6 ]  |
| 1975年（昭和50年） | 11月07日 | 15,663   | 18,418   | 34,081   | [ 大阪府 7 ]  |
| 1977年（昭和52年） | 11月18日 | 15,232   | 17,478   | 32,710   | [ 大阪府 8 ]  |
| 1981年（昭和56年） | 11月10日 | 16,613   | 19,439   | 36,052   | [ 大阪府 9 ]  |
| 1985年（昭和60年） | 11月12日 | 17,154   | 20,231   | 37,385   | [ 大阪府 10 ] |
| 1987年（昭和62年） | 11月10日 | 19,555   | 23,629   | 43,184   | [ 大阪府 11 ] |
| 1990年（平成02年） | 11月06日 | 22,275   | 26,239   | 48,514   | [ 大阪府 12 ] |
| 1995年（平成07年） | 02月15日 | 18,671   | 22,803   | 41,474   | [ 大阪府 13 ] |
| 1998年（平成10年） | 11月10日 | 16,788   | 20,131   | 36,919   | [ 大阪府 14 ] |

## 駅周辺
- アメリカ村
  - ビッグステップ
- クリスタ長堀
- 大阪新町郵便局
- 大阪信用金庫西支店
- 大同信用組合本店
- 高知銀行大阪支店
- 大阪中央ビル
- リーガロイヤルホテル四ツ橋
- オリックス劇場
- 堀江
- 神戸生絲本社
- 東横INN心斎橋西
- アパホテル〈なんば北 心斎橋駅前〉
- 大阪スクールオブミュージック専門学校
  - 大阪ダンス・俳優＆舞台芸術専門学校
- GIZA studio
- 長堀バス駐車場

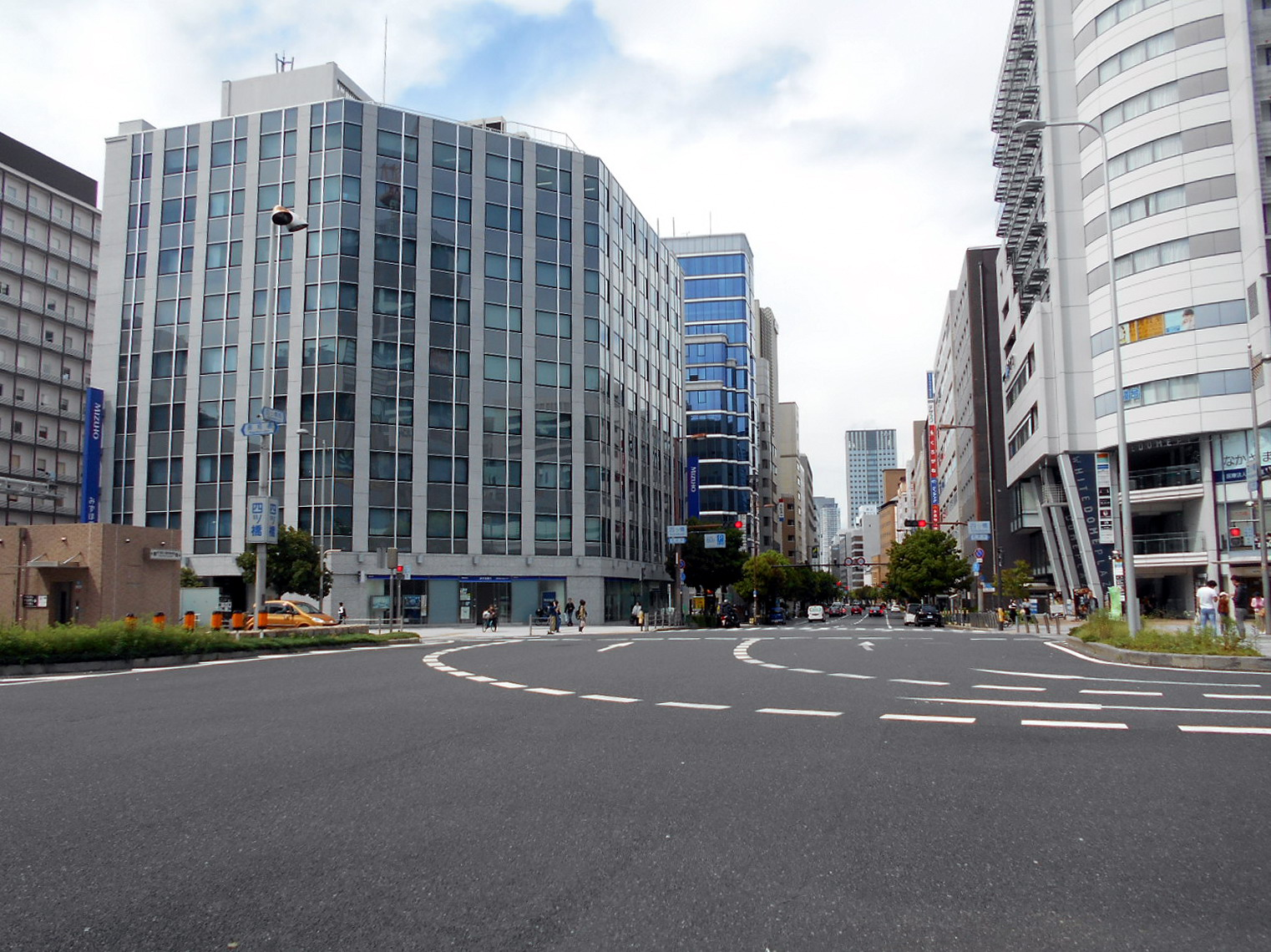
四ツ橋交差点（2018年5月）

- 西大橋駅 - 当駅北改札口から西へ徒歩圏内にある

## バス路線
最寄り停留所は四ツ橋および北堀江一丁目である。以下の路線が乗り入れ、大阪シティバスにより運行されている。
四ツ橋
- 8号系統：大阪駅前
- 84号系統：弁天町駅前・八幡屋三丁目/ なんば
- 85号系統：杭全

北堀江一丁目
- 8号系統：大阪駅前
- 84号系統：弁天町駅前・八幡屋三丁目

## その他
- 2008年12月13日に大阪スクールオブミュージック専門学校内LS-1にて開催されたSI☆NAの単独ライブ「TANOSINA STAGE 2008 Vol.1」の副タイトルは、「最寄り駅は四ツ橋です」だった。
- かつては北改札口近くに大阪市立電気科学館（1989年まで存在した）に因んだプラネタリウムのタイル壁画があったが、駅リニューアルの際に撤去された。

## 隣の駅
大阪市高速電気軌道 (Osaka Metro)
 四つ橋線
本町駅 (Y13) - 四ツ橋駅 (Y14) - なんば駅 (Y15)
- () 内は駅番号を示す。

### 記事本文